# Thái Hòa (Bình Dương)
Thái Hòa is een thị trấn in het district Tân Uyên, een van de districten in de Vietnamese provincie Bình Dương. Thái Hòa is een van de drie thị trấn in het district. Naast Thái Hòa is dat de hoofdplaats van het district Uyên Hưng en Tân Phước Khánh.
De oppervlakte van Thái Hòa bedraagt 11,43 km². Thái Hòa heeft 17.571 inwoners. Thái Hòa ligt in het zuiden van het district. Thái Hòa ligt op de westelijke oever van de Đồng Nai.